# لسواو چمیکیویچ
لسواو چمیکیویچ (لهستانی: Lesław Ćmikiewicz؛ زادهٔ ۲۵ اوت ۱۹۴۸) بازیکن و مربی فوتبال اهل لهستان بود.
از باشگاه‌هایی که در آن بازی کرده‌است می‌توان به باشگاه فوتبال شلاسک وروتسواف و باشگاه فوتبال لگیا ورشو اشاره کرد.
وی در مسابقات کشوری و بین‌المللی در مجموع برندهٔ ۱ مدال طلا، ۱ مدال نقره شده‌است.